# Casa Rossa (romanzo)
Casa Rossa è un romanzo di Francesca Marciano del 2002, scritto in inglese nella sua prima stesura e, nella versione italiana, vincitore del Premio Rapallo Carige per la donna scrittrice 2003.

## Trama
Casa Rossa, dimora della famiglia Strada, è un magnifico casale immerso negli uliveti della Puglia. La storia si apre quando la casa deve essere venduta. Alina, la nipote incaricata di eseguire lo sgombero, cerca di ricomporre i frammenti della storia della sua famiglia. Sua nonna, Renée, una bellissima tunisina, musa e modella del nonno di Alina, di professione pittore, aveva lasciato il marito per un'altra donna fuggendo a Parigi. Alba, la figlia di Renée, cresciuta a Casa Rossa, aveva sposato invece un malinconico sceneggiatore, morto in circostanze misteriose. E poi c'è la sorella di Alina, Isabella, che in gioventù si è lasciata coinvolgere dalla lotta di un gruppo di estrema sinistra affine alle Brigate Rosse.

## Edizioni
- Casa Rossa, Londra, Jonathan Cape, 2002.
- Casa Rossa, Milano, Longanesi, 2003.